# Trichocerca valga
Trichocerca valga är en hjuldjursart som först beskrevs av Ehrenberg 1834.  Trichocerca valga ingår i släktet Trichocerca och familjen Trichocercidae. Inga underarter finns listade i Catalogue of Life.